# Edmund Kulczykowski
Edmund Kulczykowski (ur. 5 grudnia 1924 w Lewoszowie, zm. 17 czerwca 2000 w Świętochłowicach) — polski lekarz, żołnierz.
Czynny w walce z okupantem na terenie Kielecczyzny podczas II wojny światowej. 20 sierpnia 1943 zdekonspirowany i aresztowany przez gestapo, po czym wywieziony do niemieckiego obozu koncentracyjnego Auschwitz-Birkenau. Tu był do 1944, a pod koniec tego roku trafił do obozów Sachsenhausen i Barth na wyspie Rugia.
Po wojnie i uwolnieniu studiował medycynę na Uniwersytecie Łódzkim, a dyplom lekarza medycyny otrzymał w 1952. Po  uzyskaniu pełnych kwalifikacji został przeniesiony do Szpitala Miejskiego nr 2 w Świętochłowicach-Piaśnikach. Funkcję ordynatora chirurgii, a zarazem dyrektora szpitala pełnił w latach 1960–1998. 
Za zasługi otrzymał m.in.: Krzyż Kawalerski Orderu Odrodzenia Polski, Krzyż Partyzancki, Krzyż Oświęcimski oraz Krzyż Armii Krajowej.